# Arne Hallén
Arne Herman Hallén, född 26 januari 1890 i Stockholm, död 1974, var en svensk skulptör och grafiker. 
Han var son till tonsättaren Johan Andreas Hallén och Clara Albertina Constantia Söderberg. Hallén studerade vid Konsthögskolan 1907-1912 och vid Axel Tallbergs etsningsskola i Stockholm samt under studieresor till Paris 1913-1914 och Italien 1920. Han medverkade i utställningar med Grafiska sällskapet på ett flertal platser i Sverige och utlandet och vid den Baltiska utställningen i Malmö 1914 samt med Sveriges allmänna konstförening och Svenska konstnärernas förening. Dessutom medverkade han i den svenska konstutställningen på Charlottenborg i Köpenhamn och i utställningen Svensk konst på Valand-Chalmers i Göteborg. Bland hans offentliga arbeten märks en glasmålning i Solna kyrka som utfördes till minnet av Johan Olof Wallin. Hans bildkonst består av figurer och landskapsmotiv i olika grafiska tekniker, som skulptör har han utfört reliefer, figurkompositioner och porträttbyster där medaljongen av Salomon Henschen kan räknas som ett av hans främsta arbeten. Hallén är representerad vid Nationalmuseum, Göteborgs konstmuseum och i Västerås konstförenings konstgalleri.